# Pomerania
Pomerania (în germană Pommern ['pɔmɐn], în poloneză Pomorze [pɔ'mɔʐɛ], în cașubiană Pòmòrskô [pwɛ'mwɛrskɞ] sau Pòmòrze [pwɛ'mwɛʒɛ]) este o regiune istorică care se află de-a lungul coastelor meridionale ale Mării Baltice. Este împărțită între Germania și Polonia și se întinde de la estuarul râului Recknitz în vest, prin delta Odrei, la delta Vistulei în est. Grupările etnice predominante în această regiune sunt polonezi, germani și, în extremitatea sa de est, cașubieni. Pomerania a fost puternic atinsă de schimbările frontierelor statale și mișcările migratoare ale oamenilor după ambele războaie mondiale.
Pomerania se află pe șesurile care aparțin Câmpiei Nord-Europene. În afară zonelor urbanizate care înconjoară orașele cele mai mari ale regiunii — Gdańsk (așa-numit Trioraș) și Szczecin — nu sunt prea multe arii urbane de mărime notabilă, doar cinci depășind pragul de 50 de mii de locuitori — Koszalin, Słupsk, Stargard Szczeciński, Stralsund și Greifswald. Regiunea este în mare parte împădurită, ceea ce împiedică dezvoltarea agriculturii. Locuitorii rurali se concentrează în creșterea vitelor, exploatarea pădurilor, pescuirea și cultivarea cerealelor, sfeclei de zăhar și cartofului. Începând cu a doua jumătate a secolului XIX, turismul a devenit un sector important al economiei regionale, mai ales în localitățile aflate pe litoralul. Producția industrială, este concentrată în orașele menționate mai sus, iar bunurile produse includ navele și bastimentele, produsele metalice, zahărul rafinat și hârtia.

## Geografie
Din punct de vedere politic, Pomerania se desfășoară pe teritoriul celor două țări — Germania și Polonia. Patru unități de organizare administrativ-teritorială fac o referință spre această regiune istorică în numele sale: Mecklenburg-Pomerania Inferioară (Mecklenburg-Vorpommern), voievodatul Pomerania, voievodatul Pomerania Occidentală și voievodatul Cuiavia și Pomerania, cea din urmă folosind cuvântul „Pomerania” din motive tradiționale și nu istorice.
Delimitarea granițelor Pomeraniei nu este ușor de făcut, fiindcă din clipa când numele acesta a început să apară în documente regiunea și-a schimbat deseori apartenența politică. Aceasta se referă în principal la frontiera meridională căci limitele la est și vest sunt marcate de râuri – bariere naturale. Pomerania se întinde de-a lungul coastei Mării Baltice, între râul Recknitz și fluviul Vistula. La sud, s-a răspândit până la râurile Warta și Noteć, dar după 1250 frontiera s-a mutat mai departe la nord. Regiunea constă din câmpiile litorale și regiunile lacustre care aparțin Câmpiei Nord-Europene. Se pot observa multe formări glaciare, cum ar fi tipuri diverse de morene incluzând colinele Wieżyca și Rowokół, cele mai înalte în regiune. Solurile sunt de slaba calitate, fiind deseori contaminate cu nisip sau erodate.
Litoralul este în cea mai mare parte plan, dar partea sa de vest se deosebește prin prezența unor insule precum Rügen sau Wolin, peninsule precum Fischland-Darß-Zingst și lagune din care cea mai mare este Laguna Szczecin (Zalew Szczeciński, Stettiner Haff). Partea de est, afectată de vânturi, nu mai prezintă asemenea formațiuni, rămășițele lor fiind lacurile de coastă precum Lacul Łebsko sau Lacul Gardno și niște bancuri de nisip din care cel mai lung este Peninsula Hel. 
Orașele cele mai populate din regiune sunt Gdańsk, Szczecin, Gdynia, Koszalin, Słupsk, Stargard Szczeciński, Stralsund și Greifswald.

## Terminologie

### Etimologie și numele în alte limbi
Cuvântul Pomerania este un împrumut din denumirea latină desemnând această regiune. Denumirea latină este un calc semantic din cuvântul german cu același sens, Pommern. Toponimul german vine în schimb de la denumirea pomeraniană Pòmòrze, formată din tulpinile protoslave *po (după, prin, lângă) și *more sau *morě (mare). Din același sursă protoslavă provin denumirile în limbi slave de vest, incluzând poloneză Pomorze și cehă Pomořansko. Limbile germanice (în afară limbii engleze) și-au împrumutat cuvântul german (spre exemplu neerlandeză Pommeren), iar în restul limbilor predomină denumirea derivată din cea latină (franceză Poméranie, greacă Πομερανία Pomeranía, rusă Померания Pomeraniia).

### Diferințe între denumiri
Fiindcă Pomerania și-a schimbat de multe ori apartenența geopolitică, în limbile germană, poloneză și cașubiană — toate vorbite în această regiune — există niște deosebiri în terminologia legată de denumiri geografice. Acestea au fost cuprinse în tabelul de mai jos.
|                                                           | Spre vest | Pomerania | Pomerania | Pomerania | Pomerania | Pomerania | Pomerania | Pomerania | Pomerania | Pomerania | Pomerania | Pomerania | Spre est |
| Oraș                                                      | Stralsund | | Anklam | | Szczecin (Stettin) | | Kołobrzeg (Kolberg) | | Słupsk (Stolp) | | Gdynia (Gdingen) | | Gdańsk (Danzig) |
| Regiunile actuale                                         | Pomerania Inferioară (Mecklenburg-Pomerania Inferioară) | Pomerania Inferioară (Mecklenburg-Pomerania Inferioară) | Pomerania Inferioară (Mecklenburg-Pomerania Inferioară) | Pomerania Inferioară (Mecklenburg-Pomerania Inferioară) | Pomerania Occidentală (voievodatul Pomerania Occidentală) | Pomerania Occidentală (voievodatul Pomerania Occidentală) | Pomerania Occidentală (voievodatul Pomerania Occidentală) | Pomerania Occidentală (voievodatul Pomerania Occidentală) | Pomerania Orientală (voievodatul Pomerania) | Pomerania Orientală (voievodatul Pomerania) | Pomerania Orientală (voievodatul Pomerania) | Pomerania Orientală (voievodatul Pomerania) | Pomerania Orientală (voievodatul Pomerania) |
| Terminologie germană (termenul corespunzător în română)   | Pommern (Pomerania) | Pommern (Pomerania) | Pommern (Pomerania) | Pommern (Pomerania) | Pommern (Pomerania) | Pommern (Pomerania) | Pommern (Pomerania) | Pommern (Pomerania) | Pommern (Pomerania) | Pomerellen, Pommerellen (Pomerelia) Kaschubei (Cașubia) | Pomerellen, Pommerellen (Pomerelia) Kaschubei (Cașubia) | Pomerellen, Pommerellen (Pomerelia) Kaschubei (Cașubia) | Pomerellen, Pommerellen (Pomerelia) Kaschubei (Cașubia) |
| Terminologie germană (termenul corespunzător în română)   | Vorpommern în uzul modern se exclude Szczecin/Stettin (Pomerania Occidentală) (Pomerania Inferioară) | Vorpommern în uzul modern se exclude Szczecin/Stettin (Pomerania Occidentală) (Pomerania Inferioară) | Vorpommern în uzul modern se exclude Szczecin/Stettin (Pomerania Occidentală) (Pomerania Inferioară) | Vorpommern în uzul modern se exclude Szczecin/Stettin (Pomerania Occidentală) (Pomerania Inferioară) | Vorpommern în uzul modern se exclude Szczecin/Stettin (Pomerania Occidentală) (Pomerania Inferioară) | Hinterpommern (Pomerania Superioară) Ostpommern (Pomerania Orientală) | Hinterpommern (Pomerania Superioară) Ostpommern (Pomerania Orientală) | Hinterpommern (Pomerania Superioară) Ostpommern (Pomerania Orientală) | Hinterpommern (Pomerania Superioară) Ostpommern (Pomerania Orientală)                                                                                         | Pomerellen, Pommerellen (Pomerelia) Kaschubei (Cașubia) | Pomerellen, Pommerellen (Pomerelia) Kaschubei (Cașubia) | Pomerellen, Pommerellen (Pomerelia) Kaschubei (Cașubia) | Pomerellen, Pommerellen (Pomerelia) Kaschubei (Cașubia) |
| Terminologie poloneză (termenul corespunzător în română)  | Pomorze Zachodnie, Zachodniopomorskie în contexte istorice se include Słupsk / Stolp (Pomerania Occidentală) Pomorze Szczecińskie (Pomerania lui Szczecin) Pomorze Nadodrzańskie (Pomerania lângă Odrei) | Pomorze Zachodnie, Zachodniopomorskie în contexte istorice se include Słupsk / Stolp (Pomerania Occidentală) Pomorze Szczecińskie (Pomerania lui Szczecin) Pomorze Nadodrzańskie (Pomerania lângă Odrei) | Pomorze Zachodnie, Zachodniopomorskie în contexte istorice se include Słupsk / Stolp (Pomerania Occidentală) Pomorze Szczecińskie (Pomerania lui Szczecin) Pomorze Nadodrzańskie (Pomerania lângă Odrei) | Pomorze Zachodnie, Zachodniopomorskie în contexte istorice se include Słupsk / Stolp (Pomerania Occidentală) Pomorze Szczecińskie (Pomerania lui Szczecin) Pomorze Nadodrzańskie (Pomerania lângă Odrei) | Pomorze Zachodnie, Zachodniopomorskie în contexte istorice se include Słupsk / Stolp (Pomerania Occidentală) Pomorze Szczecińskie (Pomerania lui Szczecin) Pomorze Nadodrzańskie (Pomerania lângă Odrei) | Pomorze Zachodnie, Zachodniopomorskie în contexte istorice se include Słupsk / Stolp (Pomerania Occidentală) Pomorze Szczecińskie (Pomerania lui Szczecin) Pomorze Nadodrzańskie (Pomerania lângă Odrei) | Pomorze Zachodnie, Zachodniopomorskie în contexte istorice se include Słupsk / Stolp (Pomerania Occidentală) Pomorze Szczecińskie (Pomerania lui Szczecin) Pomorze Nadodrzańskie (Pomerania lângă Odrei) | Pomorze Zachodnie, Zachodniopomorskie în contexte istorice se include Słupsk / Stolp (Pomerania Occidentală) Pomorze Szczecińskie (Pomerania lui Szczecin) Pomorze Nadodrzańskie (Pomerania lângă Odrei) | Pomorze, Pomorskie în contexte istorice se exclude Słupsk / Stolp (Pomerania) Pomorze Gdańskie (Pomerania lui Gdańsk) Pomorze Wschodnie (Pomerania Orientală) | Pomorze, Pomorskie în contexte istorice se exclude Słupsk / Stolp (Pomerania) Pomorze Gdańskie (Pomerania lui Gdańsk) Pomorze Wschodnie (Pomerania Orientală) | Pomorze, Pomorskie în contexte istorice se exclude Słupsk / Stolp (Pomerania) Pomorze Gdańskie (Pomerania lui Gdańsk) Pomorze Wschodnie (Pomerania Orientală) | Pomorze, Pomorskie în contexte istorice se exclude Słupsk / Stolp (Pomerania) Pomorze Gdańskie (Pomerania lui Gdańsk) Pomorze Wschodnie (Pomerania Orientală) | Pomorze, Pomorskie în contexte istorice se exclude Słupsk / Stolp (Pomerania) Pomorze Gdańskie (Pomerania lui Gdańsk) Pomorze Wschodnie (Pomerania Orientală) |
| Terminologie poloneză (termenul corespunzător în română)  | Pomorze Przednie (Pomerania Anterioară) | Pomorze Przednie (Pomerania Anterioară) | Pomorze Przednie (Pomerania Anterioară) | Pomorze Przednie (Pomerania Anterioară) | | Pomorze Tylne (Pomerania Posterioară) | Pomorze Tylne (Pomerania Posterioară) | Pomorze Tylne (Pomerania Posterioară) | Pomorze, Pomorskie în contexte istorice se exclude Słupsk / Stolp (Pomerania) Pomorze Gdańskie (Pomerania lui Gdańsk) Pomorze Wschodnie (Pomerania Orientală) | Pomorze, Pomorskie în contexte istorice se exclude Słupsk / Stolp (Pomerania) Pomorze Gdańskie (Pomerania lui Gdańsk) Pomorze Wschodnie (Pomerania Orientală) | Pomorze, Pomorskie în contexte istorice se exclude Słupsk / Stolp (Pomerania) Pomorze Gdańskie (Pomerania lui Gdańsk) Pomorze Wschodnie (Pomerania Orientală) | Pomorze, Pomorskie în contexte istorice se exclude Słupsk / Stolp (Pomerania) Pomorze Gdańskie (Pomerania lui Gdańsk) Pomorze Wschodnie (Pomerania Orientală) | Pomorze, Pomorskie în contexte istorice se exclude Słupsk / Stolp (Pomerania) Pomorze Gdańskie (Pomerania lui Gdańsk) Pomorze Wschodnie (Pomerania Orientală) |
| Terminologie cașubiană (termenul corespunzător în română) | Zôpadnô Pòmòrskô (Pomerania Occidentală) | Zôpadnô Pòmòrskô (Pomerania Occidentală) | Zôpadnô Pòmòrskô (Pomerania Occidentală) | Zôpadnô Pòmòrskô (Pomerania Occidentală) | Zôpadnô Pòmòrskô (Pomerania Occidentală) | Zôpadnô Pòmòrskô (Pomerania Occidentală) | Zôpadnô Pòmòrskô (Pomerania Occidentală) | Zôpadnô Pòmòrskô (Pomerania Occidentală) | Zôpadnô Pòmòrskô (Pomerania Occidentală) | Zôpadnô Pòmòrskô (Pomerania Occidentală) | Pòrénkòwô Pòmòrskô (Pomerania Orientală) | Pòrénkòwô Pòmòrskô (Pomerania Orientală) | Pòrénkòwô Pòmòrskô (Pomerania Orientală) |

## Istorie

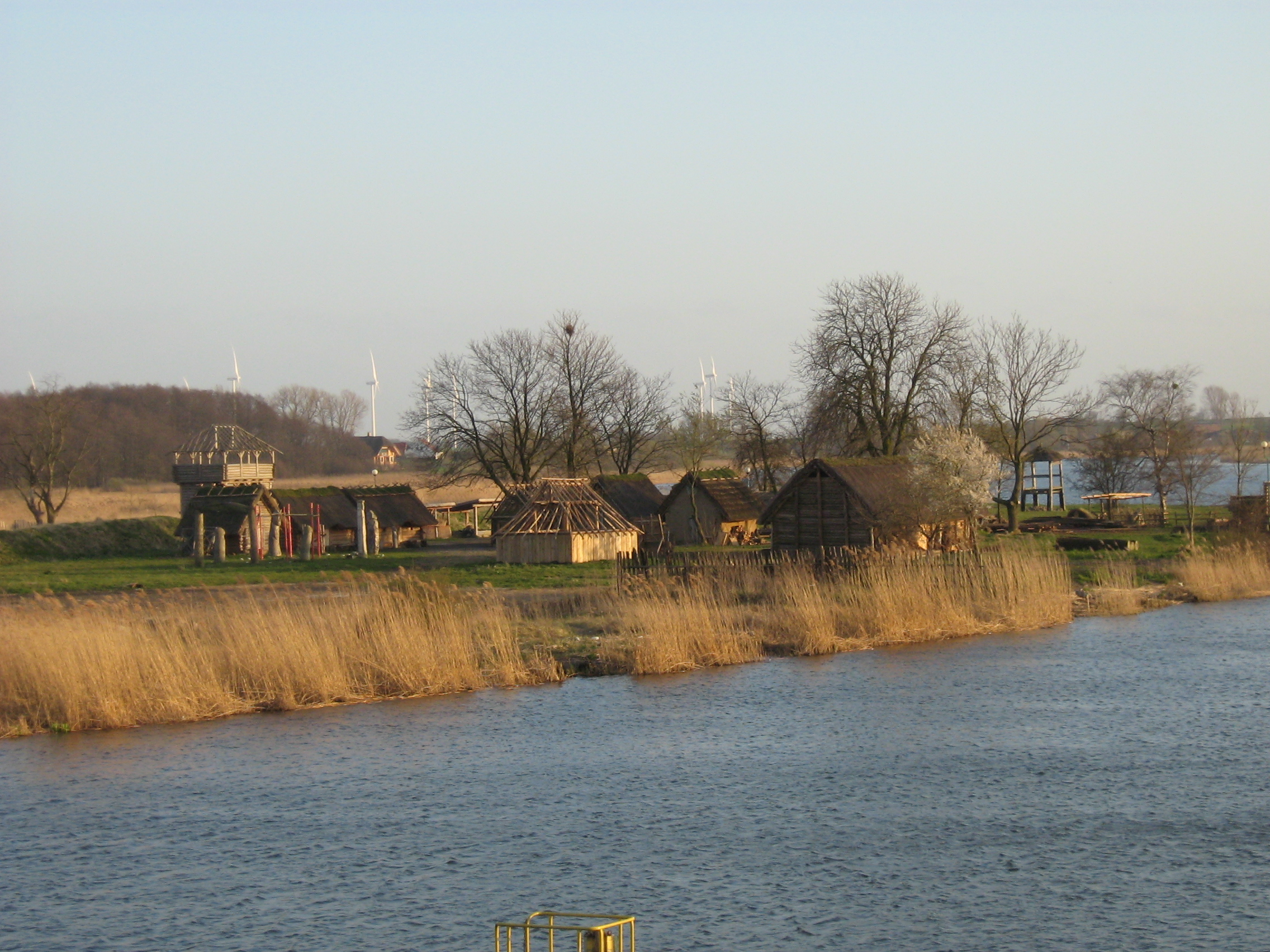
Satul vikingilor reconstruit în Wolin.

Primele așezări au apărut pe teritoriul Pomeraniei la sfârșitul ultimei perioade glaciale, conform estimărilor făcute de arheologii, acum 13.000 de ani. Atestările confirmă prezența unor culturii diverse în epoca de piatră și epoca bronzului, popoarelor germanice în epoca fierului și mai târziu, în Evul Mediu, popoarelor slave și vikingilor. Începând cu secolul X, vecinii Pomeraniei — Ducatul Poloniei (apoi regatul), Sfântul Imperiu Roman și Regatul Danez — au început să impună influența asupra regiuni, atât în mod economic cât și în cel militar.
În Evul Mediu târziu, a început procesul creștinării Pomeraniei. Deși primul episcop a fost stabilit în Kołobrzeg în anul 1000, după separarea regiunii din statul timpuriu polonez poporul a întors la credințele tradiționale slave. În 1176 sau 1182 s-a stabilit o nouă dioceză cu sediul episcopului în Kamień Pomorski, iar chiar mai înainte, în 1152, s-a clădit prima abație în regiune, Abația Stolpe, situată în jurul estuarului râului Peene. În secolul XII a apărut o schiță a următoarei împărțirii regiunii în partea de vest, dominată de ducii din Szczecin și alte orașe aparținând Pomeraniei Occidentale, și partea de est, sub controlul ducilor din Gdańsk.
În timpul fragmentării feudale ale Regatului Poloniei, atât Pomerania Occidentală cât și Pomerania Orientală s-au despărțit din nou de acest stat, formând niște state mai mici. Ducatele occidentale conduse de Grifoni s-au împărțit în sine devenind în 1181 vasalii Sfântului Imperiu German. Din partea polonezilor, Kazimierz cel Mare a făcut ultima încercare de a recuceri această regiune, numind pe Kaźko Słupski, ducele de Stolp (Słupsk) succesorul lui. Nu a reușit însă, iar Pomerania Occidentală a fost supusă germanizării în cursul așa-numitului Ostsiedlung, pierzând toate legăturile cu Polonia pentru a fi reinclusă în perimetrul ei abia în 1945. Mai multe conexiuni cu Piaștii a avut Pomerania Orientală care nu și-a păstrat independența după perioada fragmentării. Deși a intrat în componența statului renăscut lui Władysław Lokietek, a fost mai târziu cucerit de ordinul teutonic, faptul care a cauzat mai multe războaie între acest ordin și Regatul Poloniei. Ducatul Pomeraniei, unit de Bogusław al X-lea în 1478, și-a adoptat luteranismul în 1534, pe când Cașubia, răsturnată Poloniei în 1466, a rămas cu Biserica Romano-Catolică. Războiul de Treizeci de Ani a împiedicat dezvoltarea părții occidentale ale regiuni. Când a dispărut casa ducală a Pomeraniei în 1637, statutul ducatului a fost pus în chestiune, ceea ce a cauzat împărțirea lui în partea brandenburgheză și partea suedeză în 1648.
Regatul Prusiei, format în 1701, a continuat politica brandenburgheză față de Pomerania, primind o parte a Pomeraniei Suedeze cu Stettin în 1720, Pomerania Orientală cu Danzig în 1772 în cursul împărțirilor Poloniei, iar rămășița Pomeraniei Suedeze în 1815 când s-a sfârșit o perioadă de ocupație franceză. Întreaga regiune a fost apoi reorganizată administrativ, părțile aparținând odată Ducatului Pomeraniei formând provincia Pomerania, iar cele aparținând Poloniei — provincia Prusia Occidentală. Ambele au devenit o parte a Imperiului German în 1871. Schimbările frontierelor după Primul Război Mondial au atins regiunea — Pomerania Occidentală a rămas cu Germania, Danzig și împrejurimile sale au constituit Orașul Liber Danzig, iar restul teritoriilor a primit Polonia, obținându-și ieșire la mare, totuși, fără niciun port maritim. În 1921 au început lucrările al căror țel a fost de a clădi orașul și portul nou în Gdynia.